# Lewin Jecheskel
Zasugerowano, aby zintegrować ten artykuł z artykułem Jecheskiel Lewin (dyskusja). Nie opisano powodu propozycji integracji.
Lewin Jecheskel (ur. 1897 w Rohatynie, obecnie Ukraina, zm. ?) – rabin Katowic, duchowny Izraelickiego Związku Modlitewnego w Królewskiej Hucie (obecnie Chorzów). Działacz polityczny, jeden z liderów partii żydowskich ortodoksów Agudat Israel.

## Życiorys
Niewiele wiadomo o jego młodości. Po ukończeniu kilkunastoletnich studiów rabinackich i odbyciu wymaganego stażu, pełnił obowiązki podrabina w Rzeszowie.
Źródła historyczne podają, że w 1926 roku doszło do rozłamu w żydowskiej gminie wyznaniowej w Królewskiej Hucie (obecnie Chorzów). Proniemieccy Żydzi wystąpili z Izraelickiej Gminy Wyznaniowej, skupiającej wówczas dużą grupę Żydów napływowych (prawdopodobnie Żydów aszkenazyjskich), o poglądach ortodoksyjnych, tworząc Izraelicki Związek Modlitewny. Lewin Jecheskel został jego duchownym oraz zabiegał o porozumienie pomiędzy dwiema grupami zwaśnionych wyznawców judaizmu.
W latach 1925–1928 był rabinem Katowic, w tym samym czasie sprawował obowiązki rabina Izraelickiego Związku Modlitewnego. Według relacji Szaula Huterera, katowickiego Żyda, syna Abrahama Huterera, lidera społeczności ortodoksyjnych Żydów w Katowicach, Lewin Jecheskel, który był częstym gościem w ich domu, mianowany został w tym czasie naczelnym rabinem. Relacja ta wydaje się wiarygodna, zarówno ze względu na źródło, jak i ze względu na inne przekazy historyczne, w których rabin Jecheskel wspominany jest, nie tylko przez współwyznawców judaizmu, jako człowiek niezwykle wykształcony oraz inteligentny, cieszący się dużym szacunkiem.
Po 1928 przeprowadził się do Lwowa, gdzie objął urząd rabina w tamtejszej społeczności żydowskiej. Według strony DCJR, rabin Jecheskel Lewin zamieszkał we Lwowie przy ul. Kołłątaja 3.
Jego brat Aron Lewin był rabinem w Rzeszowie, radnym, posłem na Sejm RP I i II kadencji (1922-1930), z listy Reprezentacji Żydostwa Ortodoksyjnego, partii Agudat Israel (Związek Izraela).
Jecheskel Lewin był działaczem partii żydowskich ortodoksów Agudat Israel, założonej z udziałem ortodoksyjnych rabinów w 1921 w Katowicach. Był jednym z liderów tej partii w Palestynie, a następnie w Izraelu. Partia działa do dzisiaj, jej reprezentanci zasiadali prawe we wszystkich Knesetach (parlamencie Izraela).